# Neoempheria subhorrens
Neoempheria subhorrens är en tvåvingeart som beskrevs av Coher 1959. Neoempheria subhorrens ingår i släktet Neoempheria och familjen svampmyggor.
Artens utbredningsområde är Costa Rica. Inga underarter finns listade i Catalogue of Life.